# Compagnie suédoise des Indes occidentales
Pour les articles homonymes, voir Compagnie des Indes occidentales.

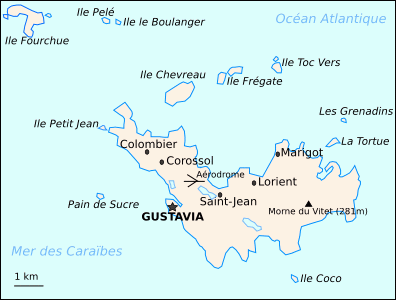
La Compagnie suédoise des Indes occidentales était basée à Saint-Barthélemy.

La Compagnie suédoise des Indes occidentales (en suédois Svenska Västindiska Kompaniet) était une compagnie à charte suédoise basée dans les Caraïbes, plus précisément à Saint-Barthélemy. Créée le 31 octobre 1786, elle a été démantelée le 22 mai 1805.
Bien qu'étant une entreprise privée, elle opérait sous monopole royal pour tout le commerce suédois transitant par Saint-Barthélemy, et reversait à l'État suédois un quart de ses bénéfices.
Elle a été l'acteur principal du commerce des esclaves en Suède durant la période coloniale.